# Юрлово (городской округ Химки)
Юрлово — деревня в Московской области России. Входит в городской округ Химки. Население — 464 чел. (2010).

## География
Деревня Юрлово расположена в центральной части Московской области, на юго-западе округа, примерно в 11 км к западу от центра города Химки и в 36 км к юго-востоку от города Солнечногорска, в 10 км от Московской кольцевой автодороги, на Пятницком шоссе P111.
В деревне 42 улицы, включая проезды, тупики и аллеи, 1 микрорайон, зарегистрировано 5 садовых товариществ. Связана прямым автобусным сообщением с Зеленоградом и Москвой. Ближайшие населённые пункты — деревни 5-е Горки и Аристово.

## История
В «Списке населённых мест» 1862 года Юрлово — казённое сельцо 3-го стана Московского уезда Московской губернии на просёлочном Пятницком тракте (между Николаевской железной дорогой и Волоколамским трактом), в 20 верстах от губернского города, при колодцах, с 54 дворами и 388 жителями (176 мужчин, 212 женщин).
По данным на 1890 год входила в состав Черкизовской волости Московского уезда, число душ составляло 374 человека.
В 1913 году — 80 дворов, земское училище, 3 чайных и 1 овощная лавки.
По материалам Всесоюзной переписи населения 1926 года — центр Юрловского сельсовета Ульяновской волости Московского уезда, проживало 533 жителя (262 мужчины, 271 женщина), насчитывалось 118 хозяйств, среди которых 103 крестьянских, имелись амбулатория, ветеринарный пункт и школа.
С 1929 года — населённый пункт в составе Сходненского района Московского округа Московской области. Постановлением ЦИК и СНК от 23 июля 1930 года округа как административно-территориальные единицы были ликвидированы.
1929—1932 гг. — центр Юрловского сельсовета Сходненского района.
1932—1940 гг. — центр Юрловского сельсовета Красногорского района.
1940—1960 гг. — центр Юрловского сельсовета Химкинского района.
1960—1963 гг. — деревня Кутузовского сельсовета Солнечногорского района.
1963—1965 гг. — деревня Кутузовского сельсовета Солнечногорского укрупнённого сельского района.
1965—1994 гг. — деревня Кутузовского сельсовета Солнечногорского района.
В 1994 году Московской областной думой было утверждено положение о местном самоуправлении в Московской области, сельские советы как административно-территориальные единицы были преобразованы в сельские округа.
В 1994—2004 годах деревня входила в Кутузовский сельский округ Солнечногорского района.
В 2005—2019 годах деревня входила в Кутузовское сельское поселение Солнечногорского муниципального района, в 2019—2022 годах — в состав городского округа Солнечногорск.
1 января 2023 года включена в состав городского округа Химки.

## Население
| 1852 | 1859 | 1890 | 1899 | 1926 | 2002 | 2010 |
| ---- | ---- | ---- | ---- | ---- | ---- | ---- |
| 248  | ↗388 | ↘374 | ↘255 | ↗533 | ↘357 | ↗464 |